# Großer Preis von Frankreich 1997
Der Große Preis von Frankreich 1997 (offiziell LXXXIII French Grand Prix) fand am 29. Juni auf dem Circuit de Nevers Magny-Cours in Magny-Cours statt und war das achte Rennen der Formel-1-Weltmeisterschaft 1997.

## Bericht

### Hintergrund
Nach dem Großen Preis von Kanada führte Michael Schumacher in der Fahrerwertung mit sieben Punkten vor Jacques Villeneuve und mit 22 Punkten vor Olivier Panis. In der Konstrukteurswertung führte Ferrari mit acht Punkten vor Williams-Renault und mit 28 Punkten vor Benetton-Renault.
Vor dem Rennwochenende gab es drei Fahrerwechsel: Gianni Morbidelli hatte sich bei Testfahrten den Arm gebrochen und musste vom Ersatzfahrer Norberto Fontana ersetzt werden. Panis brach sich beim vorherigen Rennen beide Beine und wurde durch Jarno Trulli ersetzt. Trulli hingegen war bisher bei Minardi unter Vertrag und wurde dort ab diesem Rennen von Ersatzfahrer Tarso Marques vertreten.
Renault verkündete an diesem Wochenende, dass sie sich mit Saisonende als Motorenhersteller aus der Formel 1 zurückziehen werden.
Mit Michael Schumacher (zweimal) und Damon Hill (einmal) traten zwei ehemalige Sieger zu diesem Grand Prix an.

### Training
Vor dem Rennen fanden zwei Trainingseinheiten statt: Die erste am Freitagmorgen und die zweite am Samstagmorgen.
Beim ersten freien Training am Freitag holte sich Michael Schumacher mit 1:18,339 Minuten die Bestzeit vor Giancarlo Fisichella, der beinahe eineinhalb Sekunden zurücklag. Erwähnenswert ist die langsame Zeit von Jan Magnussen, welcher nur 1:34,357 Minuten schaffte. Damit war er ganze 16 Sekunden langsamer als der Erste und gar drei Sekunden als der Vorletzte, Alexander Wurz, welcher nach seiner schnellsten Runde von der Strecke abflog und das Training ungewollt beenden musste.
Im zweiten freien Training am Samstag schlugen dann die Williams-Piloten zurück und holten sich mit Villeneuve die schnellste Zeit, rund drei Sekunden schneller als Michael Schumachers Bestzeit am Vortag. Diesmal konnte auch Magnussen eine Zeit innerhalb der 107-Prozent-Regel setzen. Alle Fahrer lagen innerhalb von viereinhalb Sekunden.

### Qualifying
Michael Schumacher konnte sich um zwei Zehntel die Bestzeit vor seinem Landsmann Heinz-Harald Frentzen sichern. Nur um sechs Tausendstel musste sich Ralf Schumacher mit Platz drei zufriedengeben. Überraschend war, dass der Paydriver Pedro Diniz seinen Teamkollegen und den amtierenden Weltmeister Hill um zwei Zehntel schlug. Alle Fahrer waren innerhalb von vier Sekunden.

### Warm-Up
Überraschend holte sich Eddie Irvine um eine Sekunde vor seinem Teamkollegen Michael Schumacher die schnellste Zeit. Alle Fahrer waren innerhalb von sechseinhalb Sekunden.

### Rennen
Michael Schumacher konnte den Start gewinnen und führte das Rennen vor Frentzen an. Hill hatte einen miserablen Start und verlor nach einer Berührung auch noch seinen Frontflügel.
Das Rennen war unspektakulär, doch gegen Ende des Rennens zog ein Sturm auf, was viele Fahrer dazu veranlasste, auf Regenreifen zu wechseln. Michael Schumacher behielt seine Trockenreifen, drehte sich aber mehrmals. Da er aber weit vorn lag, konnte er problemlos die Führung behalten.
Als in der letzten Runde Coulthard ausschied, ließ Michael Schumacher seinen Bruder Ralf sich zurückrunden, um den jetzt freien sechsten Platz und damit einen Punkt zu erreichen, da er ansonsten eine Runde weniger hätte fahren können.
In den letzten zwei Kurven konnte Villeneuve noch Irvine einholen, drehte sich aber beim Versuch, ihn zu überholen. Jean Alesi konnte aufschließen und versuchte nun ebenfalls in der letzten Kurve Villeneuve zu überholen, doch dieser konnte seinen vierten Platz bis zur Ziellinie retten.
Michael Schumacher gewann schlussendlich das Rennen vor Frentzen und Irvine. Villeneuve wurde Vierter, Alesi Fünfter und Ralf Schumacher Sechster. Nach dem Rennen wurde über eine Disqualifikation von Villeneuve nachgedacht, da er nach seinem Dreher über die Boxenlinie gefahren war und so einen Teil der Strecke abgekürzt hatte.
Michael Schumacher fuhr zudem mit 1:17,910 Minuten die schnellste Runde.
In der Fahrerwertung konnte Michael Schumacher seinen Vorsprung auf Villeneuve ausbauen. Neuer Dritter war Frentzen. In der Konstrukteurswertung blieben die ersten drei Positionen unverändert.

## Meldeliste
| Team                        | Nr. | Fahrer                | Chassis        | Motor                 | Reifen |
| --------------------------- | --- | --------------------- | -------------- | --------------------- | ------ |
| Danka Arrows Yamaha         | 01  | Damon Hill            | Arrows A18     | Yamaha 3.0 V10        | B      |
| Danka Arrows Yamaha         | 02  | Pedro Diniz           | Arrows A18     | Yamaha 3.0 V10        | B      |
| Rothmans Williams Renault   | 03  | Jacques Villeneuve    | Williams FW19  | Renault 3.0 V10       | G      |
| Rothmans Williams Renault   | 04  | Heinz-Harald Frentzen | Williams FW19  | Renault 3.0 V10       | G      |
| Scuderia Ferrari Marlboro   | 05  | Michael Schumacher    | Ferrari F310B  | Ferrari 3.0 V10       | G      |
| Scuderia Ferrari Marlboro   | 06  | Eddie Irvine          | Ferrari F310B  | Ferrari 3.0 V10       | G      |
| Mild Seven Benetton Renault | 07  | Jean Alesi            | Benetton B197  | Renault 3.0 V10       | G      |
| Mild Seven Benetton Renault | 08  | Alexander Wurz        | Benetton B197  | Renault 3.0 V10       | G      |
| West McLaren Mercedes       | 09  | Mika Häkkinen         | McLaren MP4/12 | Mercedes-Benz 3.0 V10 | G      |
| West McLaren Mercedes       | 10  | David Coulthard       | McLaren MP4/12 | Mercedes-Benz 3.0 V10 | G      |
| B&H Total Jordan Peugeot    | 11  | Ralf Schumacher       | Jordan 197     | Peugeot 3.0 V10       | G      |
| B&H Total Jordan Peugeot    | 12  | Giancarlo Fisichella  | Jordan 197     | Peugeot 3.0 V10       | G      |
| Prost Gauloises Peugeot     | 14  | Jarno Trulli          | Prost JS45     | Mugen-Honda 3.0 V10   | B      |
| Prost Gauloises Peugeot     | 15  | Shinji Nakano         | Prost JS45     | Mugen-Honda 3.0 V10   | B      |
| Red Bull Sauber Petronas    | 16  | Johnny Herbert        | Sauber C16     | Petronas 3.0 V10      | G      |
| Red Bull Sauber Petronas    | 17  | Norberto Fontana      | Sauber C16     | Petronas 3.0 V10      | G      |
| Tyrrell                     | 18  | Jos Verstappen        | Tyrrell 025    | Ford ED5 3.0 V8       | G      |
| Tyrrell                     | 19  | Mika Salo             | Tyrrell 025    | Ford ED5 3.0 V8       | G      |
| Minardi Team                | 20  | Ukyō Katayama         | Minardi M197   | Hart 3.0 V8           | B      |
| Minardi Team                | 21  | Tarso Marques         | Minardi M197   | Hart 3.0 V8           | B      |
| Stewart Ford                | 22  | Rubens Barrichello    | Stewart SF01   | Ford Zetec-R 3.0 V10  | B      |
| Stewart Ford                | 23  | Jan Magnussen         | Stewart SF01   | Ford Zetec-R 3.0 V10  | B      |

## Klassifikation

### Qualifying
| Pos.                                                                       | Fahrer                | Konstrukteur      | Zeit     | Start |
| -------------------------------------------------------------------------- | --------------------- | ----------------- | -------- | ----- |
| 01                                                                         | Michael Schumacher    | Ferrari           | 1:14,548 | 01    |
| 02                                                                         | Heinz-Harald Frentzen | Williams-Renault  | 1:14,749 | 02    |
| 03                                                                         | Ralf Schumacher       | Jordan-Peugeot    | 1:14,755 | 03    |
| 04                                                                         | Jacques Villeneuve    | Williams-Renault  | 1:14,800 | 04    |
| 05                                                                         | Eddie Irvine          | Ferrari           | 1:14,860 | 05    |
| 06                                                                         | Jarno Trulli          | Prost-Mugen-Honda | 1:14,957 | 06    |
| 07                                                                         | Alexander Wurz        | Benetton-Renault  | 1:14,986 | 07    |
| 08                                                                         | Jean Alesi            | Benetton-Renault  | 1:15,228 | 08    |
| 09                                                                         | David Coulthard       | McLaren-Mercedes  | 1:15,270 | 09    |
| 10                                                                         | Mika Häkkinen         | McLaren-Mercedes  | 1:15,339 | 10    |
| 11                                                                         | Giancarlo Fisichella  | Jordan-Peugeot    | 1:15,453 | 11    |
| 12                                                                         | Shinji Nakano         | Prost-Mugen-Honda | 1:15,857 | 12    |
| 13                                                                         | Rubens Barrichello    | Stewart-Ford      | 1:15,876 | 13    |
| 14                                                                         | Johnny Herbert        | Sauber-Petronas   | 1:16,018 | 14    |
| 15                                                                         | Jan Magnussen         | Stewart-Ford      | 1:16,149 | 15    |
| 16                                                                         | Pedro Diniz           | Arrows-Yamaha     | 1:16,536 | 16    |
| 17                                                                         | Damon Hill            | Arrows-Yamaha     | 1:16,729 | 17    |
| 18                                                                         | Jos Verstappen        | Tyrrell-Ford      | 1:16,941 | 18    |
| 19                                                                         | Mika Salo             | Tyrrell-Ford      | 1:17,256 | 19    |
| 20                                                                         | Norberto Fontana      | Sauber-Petronas   | 1:17,538 | 20    |
| 21                                                                         | Ukyō Katayama         | Minardi-Hart      | 1:17,563 | 21    |
| 22                                                                         | Tarso Marques         | Minardi-Hart      | 1:18,280 | 22    |
| 107-Prozent-Zeit: 1:19,766 min (bezogen auf die Bestzeit von 1:14,548 min) |                       |                   |          |       |

### Rennen
| Pos. | Fahrer                | Konstrukteur      | Runden | Stopps | Zeit        | Start | Schnellste Runde |
| ---- | --------------------- | ----------------- | ------ | ------ | ----------- | ----- | ---------------- |
| 01   | Michael Schumacher    | Ferrari           | 72     | 2      | 1:38:50,492 | 01    | 1:17,910 (37.)   |
| 02   | Heinz-Harald Frentzen | Williams-Renault  | 72     | 2      | + 23,537    | 02    | 1:18,136 (46.)   |
| 03   | Eddie Irvine          | Ferrari           | 72     | 3      | + 1:14,801  | 05    | 1:19,029 (20.)   |
| 04   | Jacques Villeneuve    | Williams-Renault  | 72     | 3      | + 1:21,784  | 04    | 1:18,649 (27.)   |
| 05   | Jean Alesi            | Benetton-Renault  | 72     | 3      | + 1:22,735  | 08    | 1:19,055 (27.)   |
| 06   | Ralf Schumacher       | Jordan-Peugeot    | 72     | 3      | + 1:29,871  | 03    | 1:19,225 (27.)   |
| 07   | David Coulthard       | McLaren-Mercedes  | 71     | 2      | DNF         | 09    | 1:19,317 (37.)   |
| 08   | Johnny Herbert        | Sauber-Petronas   | 71     | 2      | + 1 Runde   | 14    | 1:20,845 (40.)   |
| 09   | Giancarlo Fisichella  | Jordan-Peugeot    | 71     | 2      | + 1 Runde   | 11    | 1:19,225 (34.)   |
| 10   | Jarno Trulli          | Prost-Mugen-Honda | 70     | 2      | + 2 Runden  | 06    | 1:19,417 (32.)   |
| 11   | Ukyō Katayama         | Minardi-Hart      | 70     | 3      | + 2 Runden  | 21    | 1:20,534 (26.)   |
| 12   | Damon Hill            | Arrows-Yamaha     | 69     | 2      | + 3 Runden  | 17    | 1:20,434 (42.)   |
| –    | Mika Salo             | Tyrrell-Ford      | 61     | 2      | DNF         | 19    | 1:20,385 (31.)   |
| –    | Alexander Wurz        | Benetton-Renault  | 60     | 2      | DNF         | 07    | 1:18,684 (35.)   |
| –    | Pedro Diniz           | Arrows-Yamaha     | 58     | 2      | DNF         | 16    | 1:20,557 (55.)   |
| –    | Norberto Fontana      | Sauber-Petronas   | 40     | 3      | DNF         | 20    | 1:19,849 (35.)   |
| –    | Rubens Barrichello    | Stewart-Ford      | 36     | 1      | DNF         | 13    | 1:18,781 (27.)   |
| –    | Jan Magnussen         | Stewart-Ford      | 33     | 1      | DNF         | 15    | 1:19,912 (32.)   |
| –    | Mika Häkkinen         | McLaren-Mercedes  | 18     | 0      | DNF         | 10    | 1:20,153 (14.)   |
| –    | Jos Verstappen        | Tyrrell-Ford      | 15     | 0      | DNF         | 18    | 1:22,034 (15.)   |
| –    | Shinji Nakano         | Prost-Mugen-Honda | 7      | 0      | DNF         | 12    | 1:20,662 (07.)   |
| –    | Tarso Marques         | Minardi-Hart      | 5      | 0      | DNF         | 22    | 1:22,325 (04.)   |

## WM-Stände nach dem Rennen
Die ersten sechs des Rennens bekamen 10, 6, 4, 3, 2 bzw. 1 Punkt(e).

### Fahrerwertung
| Pos. | Fahrer                | Konstrukteur      | Punkte |
| ---- | --------------------- | ----------------- | ------ |
| 01   | Michael Schumacher    | Ferrari           | 47     |
| 02   | Jacques Villeneuve    | Williams-Renault  | 33     |
| 03   | Heinz-Harald Frentzen | Williams-Renault  | 19     |
| 04   | Eddie Irvine          | Ferrari           | 18     |
| 05   | Olivier Panis         | Prost-Mugen-Honda | 15     |
| 06   | Jean Alesi            | Benetton-Renault  | 15     |
| 07   | David Coulthard       | McLaren-Mercedes  | 11     |
| 08   | Gerhard Berger        | Benetton-Renault  | 10     |
| 09   | Mika Häkkinen         | McLaren-Mercedes  | 10     |
| 10   | Giancarlo Fisichella  | Jordan-Peugeot    | 8      |
| 11   | Johnny Herbert        | Sauber-Petronas   | 7      |
| 12   | Rubens Barrichello    | Stewart-Ford      | 6      |
| 13   | Ralf Schumacher       | Jordan-Peugeot    | 5      |

| Pos. | Fahrer            | Konstrukteur                     | Punkte |
| ---- | ----------------- | -------------------------------- | ------ |
| 14   | Mika Salo         | Tyrrell-Ford                     | 2      |
| 15   | Nicola Larini     | Sauber-Petronas                  | 1      |
| 16   | Shinji Nakano     | Prost-Mugen-Honda                | 1      |
| 17   | Jan Magnussen     | Stewart-Ford                     | 0      |
| 18   | Jos Verstappen    | Tyrrell-Ford                     | 0      |
| 19   | Pedro Diniz       | Arrows-Yamaha                    | 0      |
| 20   | Jarno Trulli      | Minardi-Hart / Prost-Mugen-Honda | 0      |
| 21   | Damon Hill        | Arrows-Yamaha                    | 0      |
| 22   | Ukyō Katayama     | Minardi-Hart                     | 0      |
| 23   | Gianni Morbidelli | Sauber-Petronas                  | 0      |
| –    | Alexander Wurz    | Benetton-Renault                 | 0      |
| –    | Norberto Fontana  | Sauber-Petronas                  | 0      |
| –    | Tarso Marques     | Minardi-Hart                     | 0      |

### Konstrukteurswertung
| Pos. | Konstrukteur      | Punkte |
| ---- | ----------------- | ------ |
| 01   | Ferrari           | 65     |
| 02   | Williams-Renault  | 52     |
| 03   | Benetton-Renault  | 24     |
| 04   | McLaren-Mercedes  | 21     |
| 05   | Prost-Mugen-Honda | 16     |
| 06   | Jordan-Peugeot    | 13     |

| Pos. | Konstrukteur    | Punkte |
| ---- | --------------- | ------ |
| 07   | Sauber-Petronas | 8      |
| 08   | Stewart-Ford    | 6      |
| 09   | Tyrrell-Ford    | 2      |
| 10   | Minardi-Hart    | 0      |
| 11   | Arrows-Yamaha   | 0      |
| –    | Lola-Ford       | 0      |